# Víctor Gómez Ayllón
Víctor Gómez Ayllón (n. 1909) fue un político y periodista español.

## Biografía
Miembro de las Juntas de Ofensiva Nacional-Sindicalista (JONS) de Onésimo Redondo, llegó a colaborar con el semanario Igualdad. Fue también uno de los artícifes del sindicalismo jonsista en el campo castellano. Posteriormente se integraría en las filas de Falange. En diciembre de 1943 fue designado diputado provincial en la diputación de Valladolid. Llegaría a ser director del diario Libertad, órgano oficial de FET y de las JONS en Valladolid. En las páginas de esta publicación también destacó en su faceta de crítico teatral, firmando bajo el pseudónimo de «Don Justo». También desempeñaría diversos cargos en el seno de la Organización Sindical.